# 雪野梨沙
雪野 梨沙（ゆきの りさ、1977年4月13日 - ）は、日本の女性声優。新潟県出身。

## 経歴
2011年（平成23年）12月31日までイエローテイルに所属していた。

## 出演
太字はメインキャラクター。

### テレビアニメ
- エンジェル・ハート（2005年、智ちゃん、女の子、観客、子供、少女、女性A、女性客、街の人）
- 名探偵コナン（2006年、夕夏）
- 爆丸バトルブローラーズ ニューヴェストロイア（2010年、ミラ・フェルミン）

### ゲーム
2007年
- タッチ・デ・ウノー!（イズミ）
- 萌え萌え2次大戦(略)（ナナ）

2008年
- お掃除戦隊くりーんきーぱー（ありあ）

2009年
- お掃除戦隊くりーんきーぱーH（ありあ）
- 萌え萌え2次大戦（略）2[chu〜♪]（ナナ）
- 戦極姫〜戦乱に舞う乙女達〜（片倉景綱、真田幸村、長宗我部元親）

2011年
- 三極姫〜三国乱世・覇天の采配〜（周瑜公瑾、張飛翼徳、華雄）
- 出撃!! 乙女たちの戦場2〜天翔ける衝撃の絆〜（シオリ）

2012年
- 三極姫〜戦煌の大火・暁の覇龍〜（周瑜公瑾、張飛翼徳、華雄）
- 出撃!! 乙女たちの戦場2〜憂国を翔ける皇女のツバサ〜（シオリ）
- 戦極姫3〜天下を切り裂く光と影〜（片倉景綱、真田幸村、長宗我部元親）※PSP/PS3版、PS Vita版は2013年発売。

### ドラマCD
- くりきん☆劇場（2008年、ありあ）
- 萌え萌え2次大戦（略）☆デラックス ドラマCD（2009年、ナナ）

### 舞台
- まほろばの島（門脇茜）

## ディスコグラフィ

### 歌手参加楽曲
| 発売日   | 商品名                             | 歌                         | 楽曲                       | 備考                                                |
| 2005年   | 2005年                             | 2005年                     | 2005年                     | 2005年                                              |
| -------- | ---------------------------------- | -------------------------- | -------------------------- | --------------------------------------------------- |
| 6月17日  | 彷徨う、修羅道…                    | 雪野梨沙                   | 「さくら」                 | PCゲーム『戦火 -IKUSABI-』エンディングテーマ        |
| 2010年   |                                    |                            |                            |                                                     |
| 11月11日 | CIRCUS 10th Collect                | 橋本みゆき、雪野梨沙、rino | 「ジュテーム＆ガッデーム」 | PCゲーム『ガッデーム&ジュテーム』エンディングテーマ |
| 2015年   |                                    |                            |                            |                                                     |
| 2月20日  | LiLiM 15th Anniversary Vocal Album | 雪野梨沙                   | 「永遠のパノラマ」         | PCゲーム『黒よりも昏い青』オープニングテーマ        |
| 8月14日  | SHM-BEST/S                         | 雪野梨沙                   | 「Don't look Eyes」        | 同人作品                                            |

### 作詞提供
- 吉岡亜衣加「優しく廻る -Album Ver.-」（2009年）